# Meijer LPGA Classic
De Meijer LPGA Classic is een jaarlijks golftoernooi voor vrouwen, dat deel uitmaakt van de LPGA Tour. Het toernooi werd opgericht in 2014 en vindt sindsdien plaats op de Blythefield Country Club in Grand Rapids, Michigan.
Het toernooi wordt over vier dagen gespeeld in een strokeplay-formule en na de tweede dag wordt de cut toegepast.

## Golfbanen
| Jaar  | Golfbaan                 | Plaats                 | Info                |
| ----- | ------------------------ | ---------------------- | ------------------- |
| 2014- | Blythefield Country Club | Grand Rapids, Michigan | Baanrecord: 64 (-7) |

## Winnaressen
| Jaar | Winnares     | Score | Score | Info                           |
| ---- | ------------ | ----- | ----- | ------------------------------ |
| 2014 | Mirim Lee po | 270   | –14   | Won de play-off van Inbee Park |

| Toernooirecord |  | po = winnares na play-off |